# Isonomie

Die Waage, in der griechischen Welt auch ein Symbol für Gleichheit und Gerechtigkeit

Isonomia (gr. ἰσονομία, von ἴσος ísos, „gleich“, und νόμος nómos, „Gesetz, Verordnung, Regel, Sitte, Brauch“) bezeichnete im antiken Griechenland die politische Gleichheit aller Vollbürger einer Polis vor dem Gesetz. Erstmals taucht das Wort in Athen im populären Harmodios-Skolion adjektivisch auf, welches sich auf die Ermordung des Tyrannen Hipparchos 514 v. Chr. bezieht; dessen Beseitigung wird als Herstellung von Isonomie besungen. In Ionien ist sogar bereits seit Mitte des sechsten Jahrhunderts von diversen Isonomien als Verfassung oder Regierungsform die Rede, allerdings in vager Bedeutung. Erst mit den Kleisthenischen Reformen wird Isonomie inhaltlich greifbar und positiv konnotiert.  
In hellenischer Zeit wurde der Begriff von pythagoreischen Ärzten wie Alkmaion von Kroton im Sinne von „Gleichgewicht der entgegengesetzten Paare“, die damit die Gesundheit des Körpers aufrechterhalten, verwendet. Heute wird Isonomie häufig als Gleichheit vor dem Gesetz oder Gleichheit im Recht interpretiert.

## Antike Verwendung

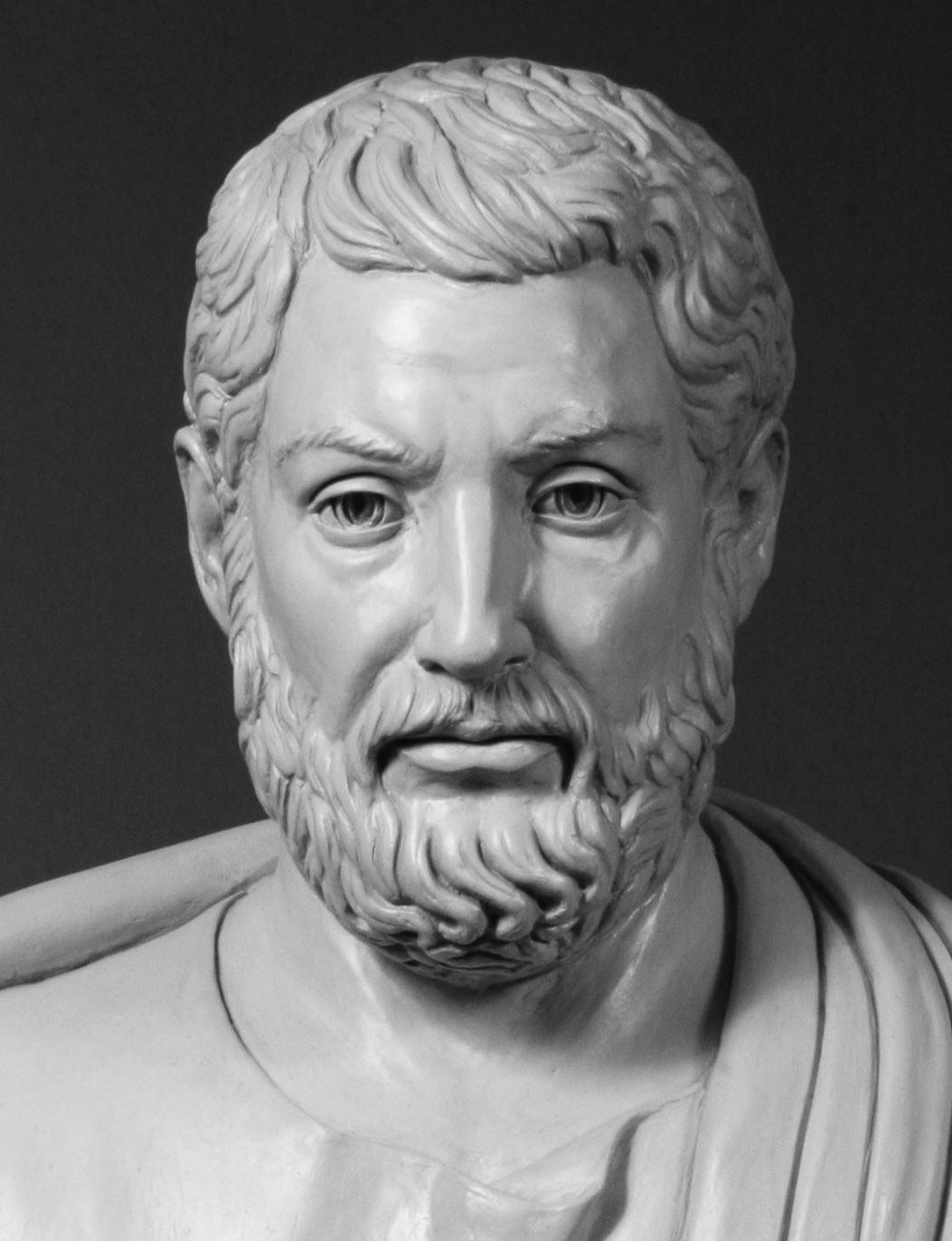
Kleisthenes, moderne Gipsbüste der Bildhauerin Anna Christoforidis aus dem Jahr 2004

Das Recht auf Gleichheit unter Vollbürgern einer Polis findet sich bereits unter dem Begriff isonomia im antiken Griechenland. Nach den Reformen des Kleisthenes von Athen (um 570–507 v. Chr.) bezeichnete der Begriff isonomia die Gleichheit vor dem Gesetz. Danach hatte jeder das gleiche Anrecht auf eine Behandlung entsprechend dem Gesetz.
Nach Auffassung von Kurt Raaflaub (1941–2023) ist Kleisthenes der Erfinder einer nahezu perfekten Form der Isonomie. Um die Mitte des 6. Jahrhunderts v. Chr. ist der Begriff in Athen aufgekommen – in anderen Poleis womöglich noch früher –, und zwar im Zusammenhang mit der adligen Opposition gegen die Tyrannis, die ihrerseits bereits die sozialen und wirtschaftlichen Voraussetzungen für die Gleichberechtigung breiterer Schichten und für die Integration der Polis verbessert habe. „Die intellektuellen Voraussetzungen für die Verwirklichung isonomer Polisordnungen schließlich wurden in einem langen Prozeß geschaffen, der auf vielen, den Griechen weitgehend gemeinsamen Faktoren beruhte und von zahlreichen Persönlichkeiten in verschiedenen Teilen Griechenlands getragen wurde.“
Mogens Herman Hansen hat argumentiert, dass die Isonomia, obwohl sie oft mit „Rechtsgleichheit“ übersetzt wird, in Wirklichkeit etwas anderes war. Neben der Isonomia verwendeten die Athener mehrere Begriffe für Gleichheit, die alle mit Is- beginnen: Isegoria (gleiches Recht, sich an die politischen Versammlungen zu wenden), Isopsephos polis (ein Mann eine Stimme) und Isokratia (Gleichheit der Macht).
Den Historien des Herodot (3,80–82) entsprechend vertrat der Perser Otanes, ein ranghoher Angehöriger des Adels im persischen Achämenidenreich im 6. Jahrhundert vor Christus, die Meinung, dass auch der beste Monarch ethisch fehl gehe, nur nach dem eigenen Willen handele und sich über die Gesetze stelle. Schließlich verbindet Otanes mit dem Alleinherrscher Vergewaltigung der Frauen, Gesetzesfrevel und ungestraften Mord (3,80,5). Deshalb forderte er die politische Gleichheit aller Vollbürger, die Isonomie.
Die Isonomie bildete die Grundlage der Demokratie in den antiken griechischen Poleis. Etwa 508/507 v. Chr. führte Kleisthenes in Athen Reformen durch, die auf der Isonomia („Gleichheit vor dem Recht, Gleichberechtigung“) und Isegoria („gleiche Freiheit zu reden, gleiches Recht auf Meinungsäußerung“) basierten. Isonomia verstand sich als Gegensatz zur Eunomia („gute Ordnung“), der von Solon 594 v. Chr. eingeführten Gesellschaftsordnung, und zielte primär darauf ab, die Tyrannis und die Herrschaft von Adelscliquen zu verhindern. Einen der Hintergründe bildete die Verschiebung des militärischen Gewichts von der vom Adel gestellten Reiterei zum schwer bewaffneten Fußvolk, den Hopliten, die ihre Ausrüstung selbst beschafften und deren Kriegsleistungen ein Mehr an Teilhabe implizierten.
Die meisten Beamten wurden durch das Losverfahren bestimmt, wenige gewählt. Zudem wurden Beamte darauf vereidigt, die Interessen der Bürger zu vertreten. Den Endpunkt dieser Entwicklung stellte schließlich die um die Mitte des 5. Jahrhunderts v. Chr. in Athen etablierte attische Demokratie dar. Diese basierte nach Meinung des Aristoteles (384–322 v. Chr.) auf einer erneuten Verschiebung des Gewichts von der kleinen Gruppe schwer bewaffneter Hopliten zu einem größeren Heer von Leichtbewaffneten und zur Marine. Im Laufe der Zeit hörte das Wort auf, sich auf ein bestimmtes politisches Regime zu beziehen; Platon (428/427–348/347 v. Chr.) verwendet es, um sich einfach auf die Gleichberechtigung zu beziehen.
Im Werk von Aristoteles über Politik wird die „Gemeinschaft“ (koinonia) mit dem politischen Verband der Polisbürger gleichgesetzt, die durch eine Reihe von Normen und ein Ethos charakterisiert ist, gemäß denen die Vollbürger gleichberechtigt unter der Herrschaft des Gesetzes leben (Isonomie). Das Telos oder Ziel der Gemeinschaft ist das gute Leben des Menschen, der als politisches Lebewesen definiert wird (zōon politikón). Die Idee der Isonomie wurde in Europa während der Aufklärung wieder aufgegriffen.

## Medizinische Verwendung

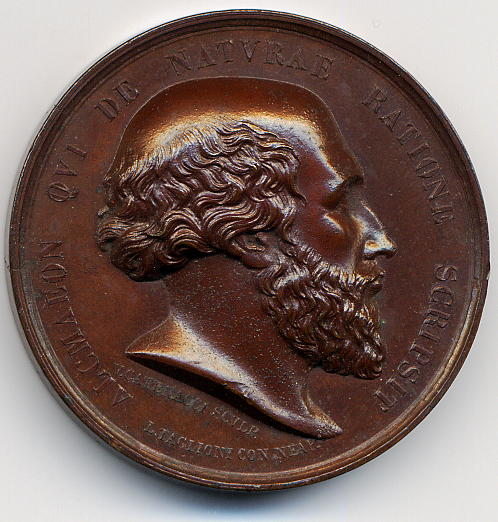
Alkmeon von Kroton auf einer Medaille von 1832

Isonomia wurde in hellenischer Zeit auch von pythagoreischen Ärzten wie Alkmaion von Kroton, der zwischen dem späten 6. und frühen 5. Jahrhundert v. Chr. lebte, verwendet, die damit das Gleichgewicht oder die Gleichheit der entgegengesetzten Paare von heiß/kalt, nass/trocken und bitter/süß bezeichneten, die die Gesundheit des Körpers aufrechterhalten. Alkmaion von Kroton sagte, dass die Gleichheit (isonomia) der Kräfte (nass, trocken, kalt, heiß, bitter, süß usw.) die Gesundheit aufrechterhält, aber dass die Monarchie [eine Vorherrschaft] unter ihnen Krankheit hervorruft.
Von Alkmaion stammt die älteste bekannte Definition von Gesundheit und Krankheit. Er bestimmte die Gesundheit als den Zustand der Isonomie und Krankheit als dessen Störung. Mit Isonomie meinte Alkmaion ein Gleichgewicht oder eine Ausgewogenheit der gegensätzlichen polaren Kräfte im menschlichen Körper. Krankheit war für ihn das Ergebnis der Alleinherrschaft (monarchía) eines von zwei Gegensatzpolen. So führte er ursprünglich politische Begriffe in die medizinische Terminologie ein. Er war der einzige antike Denker, der das Begriffspaar Isonomie/Alleinherrschaft in naturphilosophisch-medizinischem Zusammenhang verwendete.

## Spätere Verwendung
Nach Ansicht des Ökonomen und politischen Theoretikers Friedrich Hayek (1899–1992) wurde die Isonomia von dem Römer Cicero propagiert und im elften Jahrhundert n. Chr. von den Jurastudenten von Bologna „wiederentdeckt“, denen er die Gründung eines Großteils der westlichen Rechtstradition zuschreibt.
Die politische Theoretikerin Hannah Arendt (1906–1975) vertrat die Ansicht, dass Isonomie spätestens seit Herodot mit politischer Freiheit gleichgesetzt wurde. Das Wort bezeichnete im Wesentlichen einen herrschaftsfreien Zustand, in dem es keinen Unterschied zwischen Herrschern und Beherrschten gab. Es war „die Gleichheit derer, die eine Gemeinschaft von Gleichen bilden“. Die Isonomie war unter den Regierungsformen im antiken Wortschatz insofern einzigartig, als ihr die Suffixe „-archie“ und „-kratie“ fehlten, die in Wörtern wie „Monarchie“ und „Demokratie“ eine Vorstellung von Herrschaft bezeichnen. Arendt argumentiert weiter, dass die griechische Polis daher nicht als Demokratie, sondern als Isonomie konzipiert war. „Demokratie“ war der Begriff, der von Gegnern der Isonomie verwendet wurde, die behaupteten, dass „das, was Sie als ‚keine Herrschaft‘ bezeichnen, in Wirklichkeit nur eine andere Art von Herrschaft ist ... die Herrschaft des Demos oder der Mehrheit“.
Der Theoretiker der öffentlichen Verwaltung, Alberto Guerreiro Ramos, räumte der Isonomie eine zentrale Rolle in seinem Modell der menschlichen Organisation ein. Ihm war es ein besonderes Anliegen, den Raum der Isonomie von dem der Wirtschaft zu unterscheiden. In Anlehnung an Arendt vertrat Guerreiro Ramos die Ansicht, dass Individuen die Möglichkeit haben sollten, sich mit anderen in einem Umfeld zu engagieren, das von ökonomischen Überlegungen unbeeinflusst ist. Die Isonomie stellt einen solchen Rahmen dar; ihre Funktion ist es, „das gute Leben des Ganzen zu fördern“.